# تشاك واين
تشاك واين (بالإنجليزية: Chuck Wayne)‏ هو عازف جاز أمريكي، ولد في 27 فبراير 1923 في نيويورك في الولايات المتحدة، وتوفي في 29 يوليو 1997.

## وصلات خارجية
- تشاك واين على موقع IMDb (الإنجليزية)
- تشاك واين على موقع ميوزك برينز (الإنجليزية)
- تشاك واين على موقع قاعدة بيانات برودواي على الإنترنت (الإنجليزية)
- تشاك واين على موقع أول ميوزيك (الإنجليزية)
- تشاك واين على موقع ديسكوغز (الإنجليزية)